# Rheumaptera septemlineata
Rheumaptera septemlineata là một loài bướm đêm trong họ Geometridae.